# Sakuragawa
Sakuragawa (桜川市, Sakuragawa-shi) é uma cidade japonesa localizada na província de Ibaraki.
Em 2007 a cidade tinha uma população estimada em 47 590 habitantes e uma densidade populacional de 264,7 h/km². Tem uma área total de 179,78 km².
Recebeu o estatuto de cidade a 1 de Outubro de 2005.